# 墨西哥革命真正党

2000年的墨西哥革命真正党标志

墨西哥革命真正党（西班牙語：Partido Auténtico de la Revolución Mexicana，缩写为PARM）是墨西哥历史上的一个卡德纳斯主义和革命民族主义政党，存在于1954年2月—2000年8月30日。该党的创始人是一些在执政党革命制度党中被边缘化的墨西哥革命老战士。在该党存在的大部分时间里，它通常被认为是革命制度党的卫星党。